# Église Saint-Maurice de Nouvion-en-Ponthieu
L'église Saint-Maurice de Nouvion-en-Ponthieu est une église située à Nouvion, dans l'ouest du département de la Somme

## Historique
Au XIIe siècle, l'église de Nouvion dépendait du chapitre de l'église Saint-Vulfran d'Abbeville.
L'église de Nouvion, placée sous le vocable de saint Maurice, remplace un édifice antérieur dont la construction remontait au XVe siècle. Cet édifice fut agrandi en 1862 par la construction de la chapelle Notre-Dame des Victoires. En 1873, il fut décidé de reconstruire à neuf l'église tout en gardant le clocher d'origine...

## Caractéristiques
Le sanctuaire, tout comme la chapelle, ont été construits en brique en style néo-gothique. Le plan de l'église reprend le plan basilical traditionnel avec nef et chœur à abside polygonale, sans transept. Les fenêtres sont encadrées de pierre. La tour-clocher en pierre est surmontée d'un toit en flèche recouvert d'ardoise.
L'intérieur conserve un certain nombre d'œuvres protégées au titre d'objet en tant que monuments historiques :
- un groupe sculpté en bois de la fin du XVIe siècle représentant la Vierge de Pitié, cette Piéta est inscrite à l'inventaire des monuments historiques[4] ;
- un panneau de bois sculpté et doré représentant une tête d'ange avec coquille, volute, rayons lumineux et décor en bas-relief du début du XVIIIe siècle ; et du XIXe siècle ;
- un maître-autel en pierre et stuc de style néo-gothique ;
- un autel latéral avec statue de la Vierge « Notre-Dame des Victoires » en bois et plâtre ;
- un autel latéral en bois avec groupe sculpté représentant la mort de saint Joseph dans les bras du Christ ;
- une chaire à prêcher de style néo-gothique en chêne avec panneaux sculptés représentant un crucifix et Adam et Ève chassés du Paradis terrestre ;
- un Christ en croix en bois polychrome ;
- deux statues d'évêques ;
- des fonts baptismaux de style néo-gothique avec cuve hexagonale en marbre blanc ;
- des stalles de style néo-gothique avec panneaux sculptés représentant chacun un personnage ;
- un tableau sur toile représentant saint Maurice à cheval par Dame Lœillet, peintre d'Abbeville ;
- neuf verrières garnies de vitraux réalisés par l'atelier Bulteau-Jupin (après 1875).

## Photos

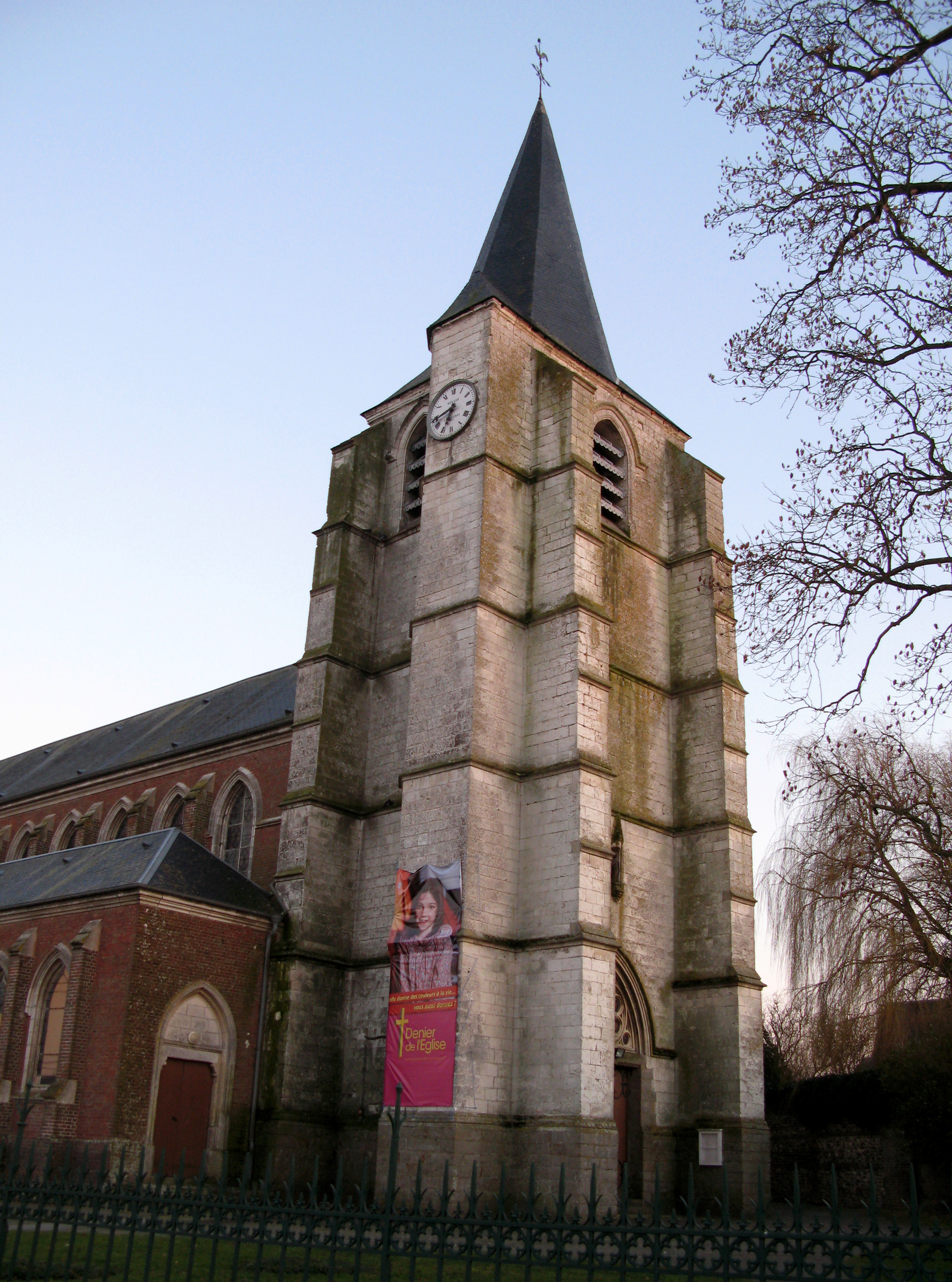
Clocher, côté nord.
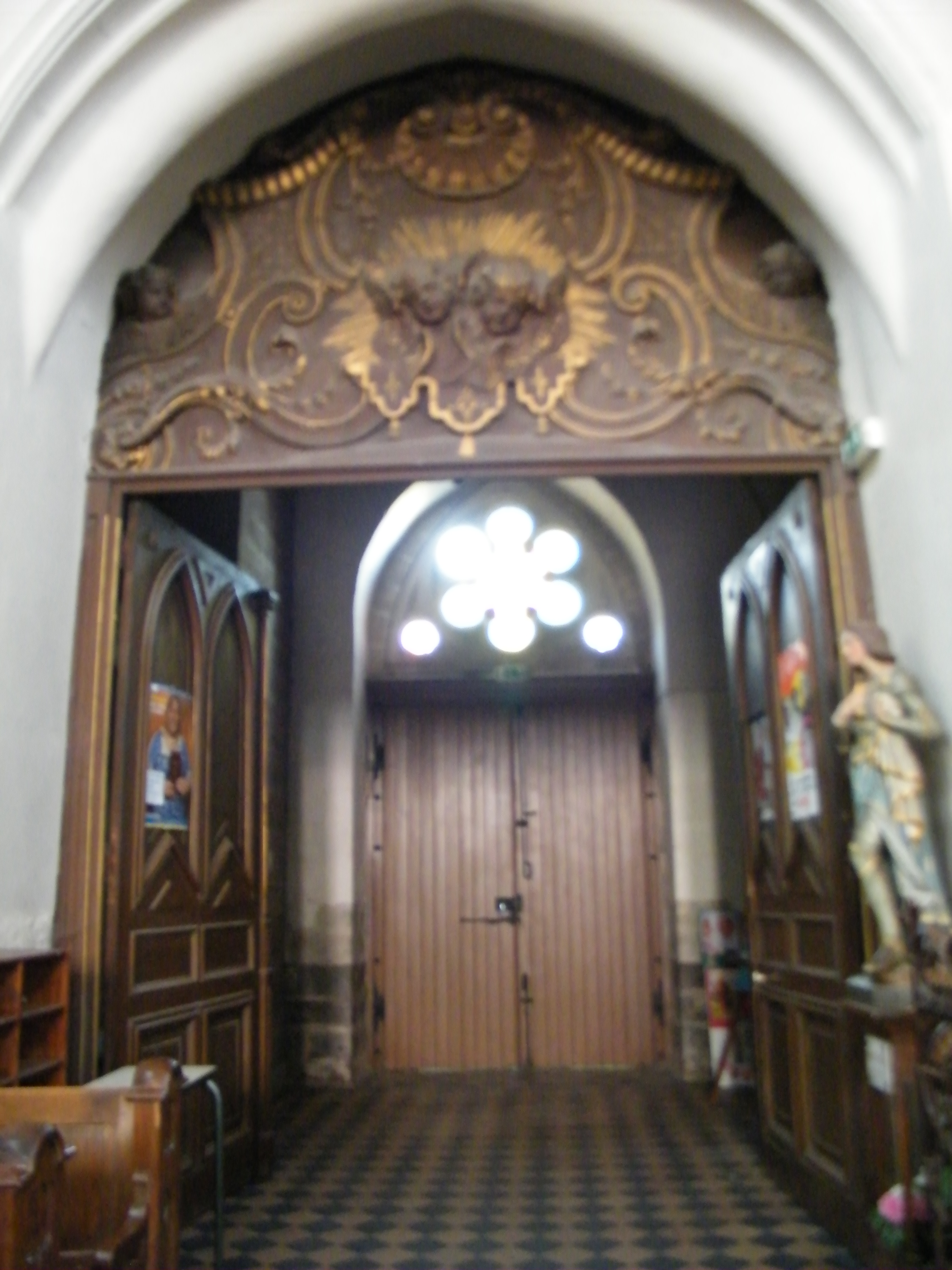
Panneau à têtes d'anges sculptées.
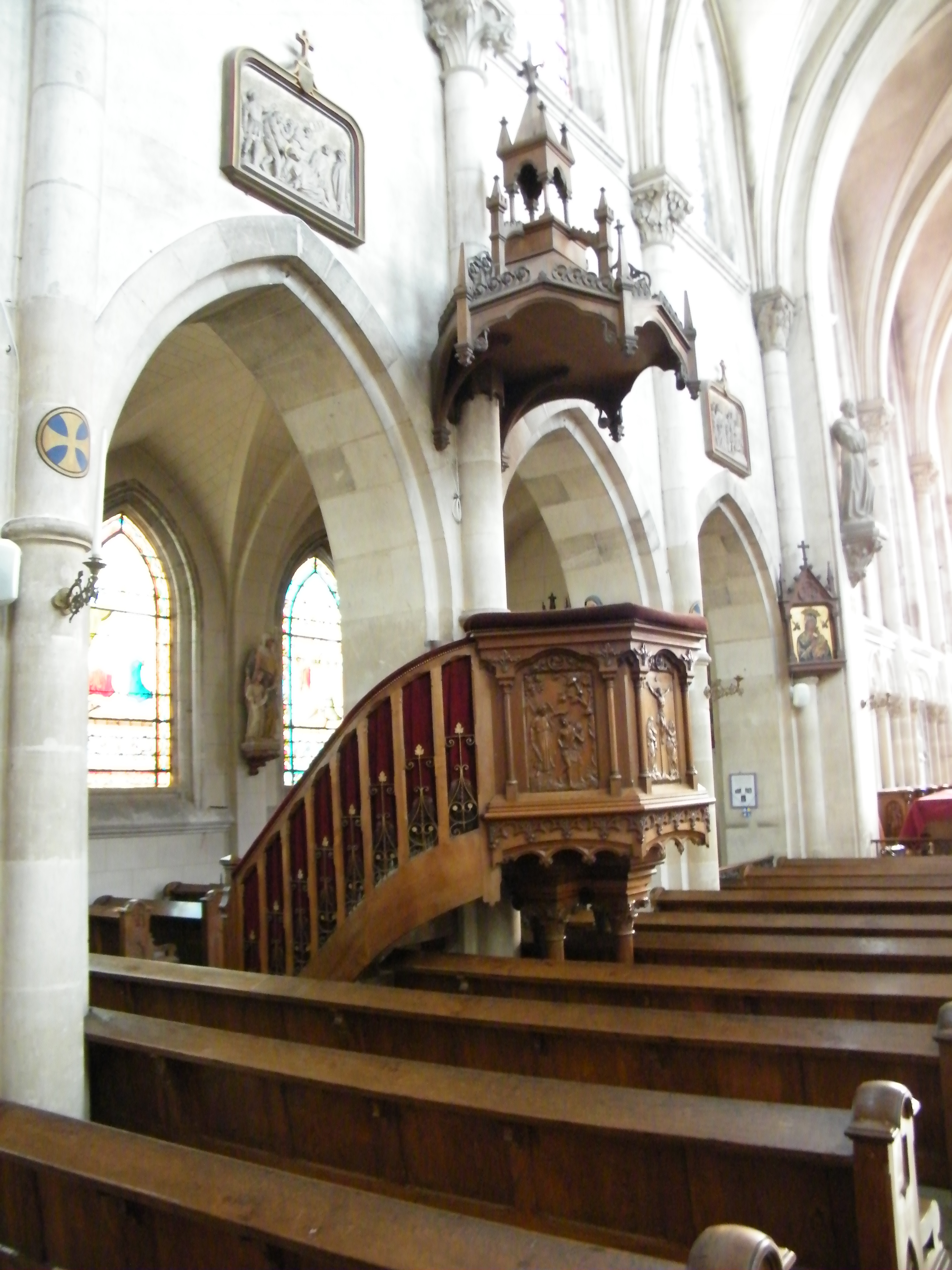
Chaire à prêcher.
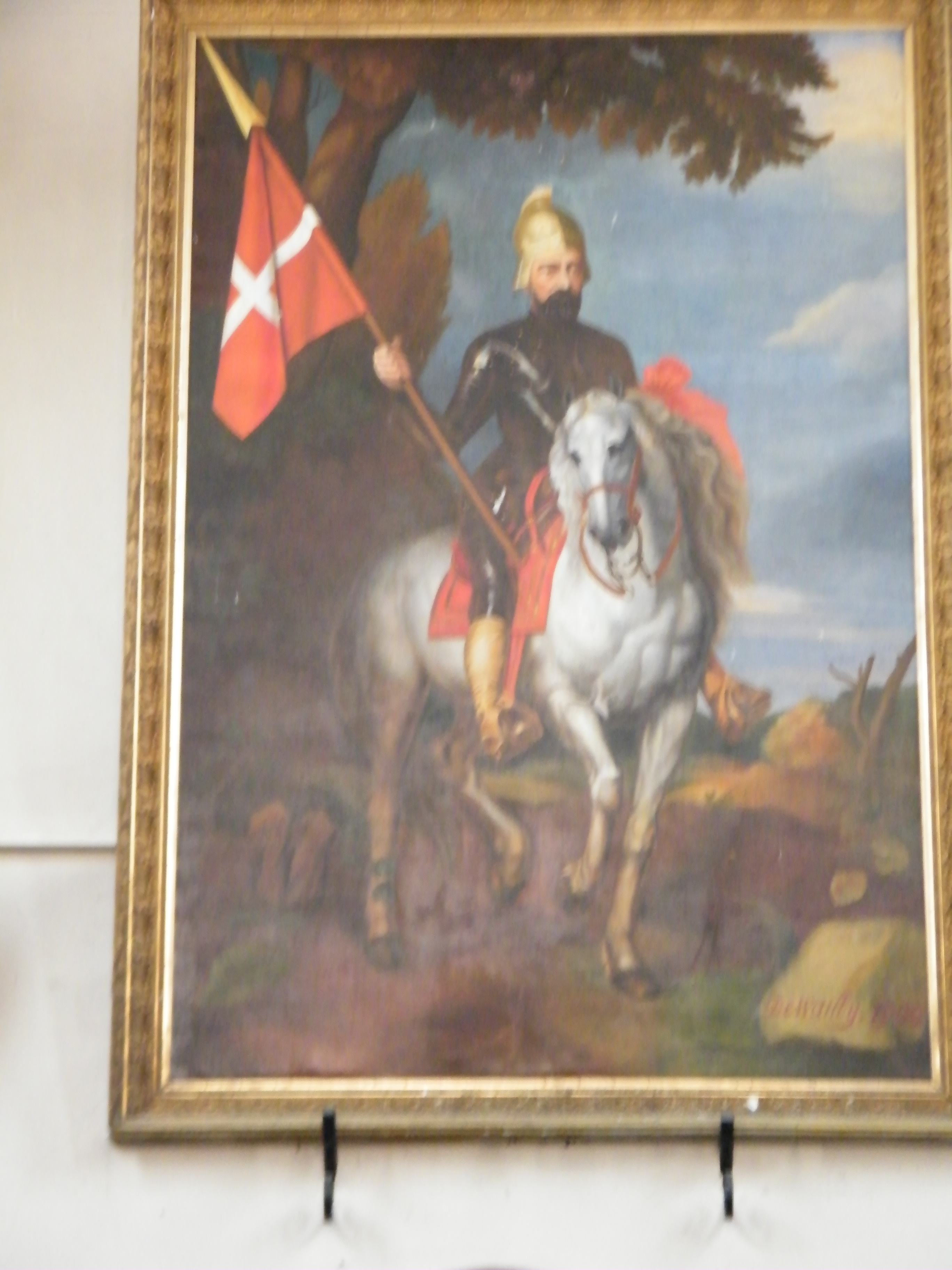
Saint Maurice à cheval.
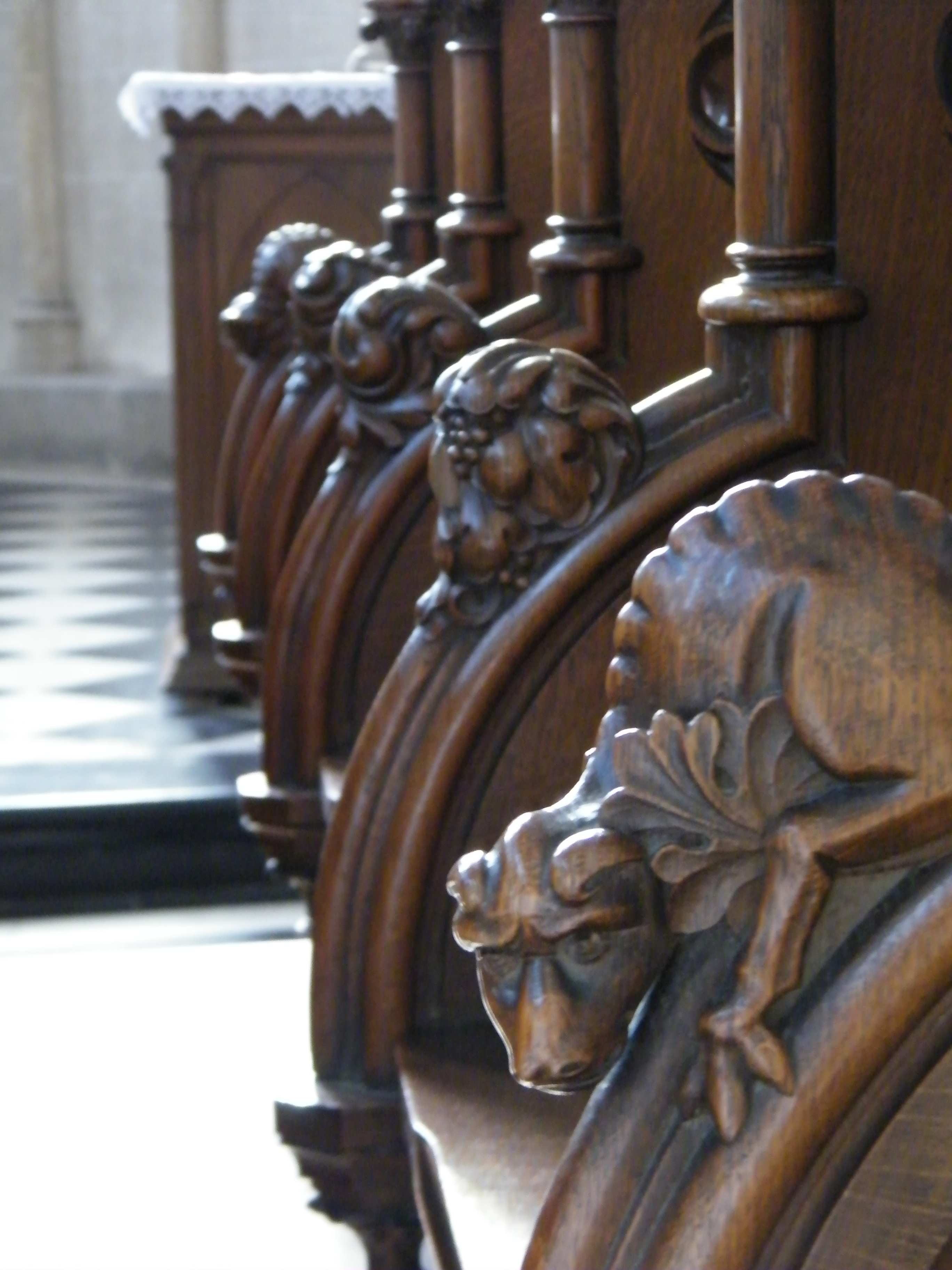
Stalles sculptées.
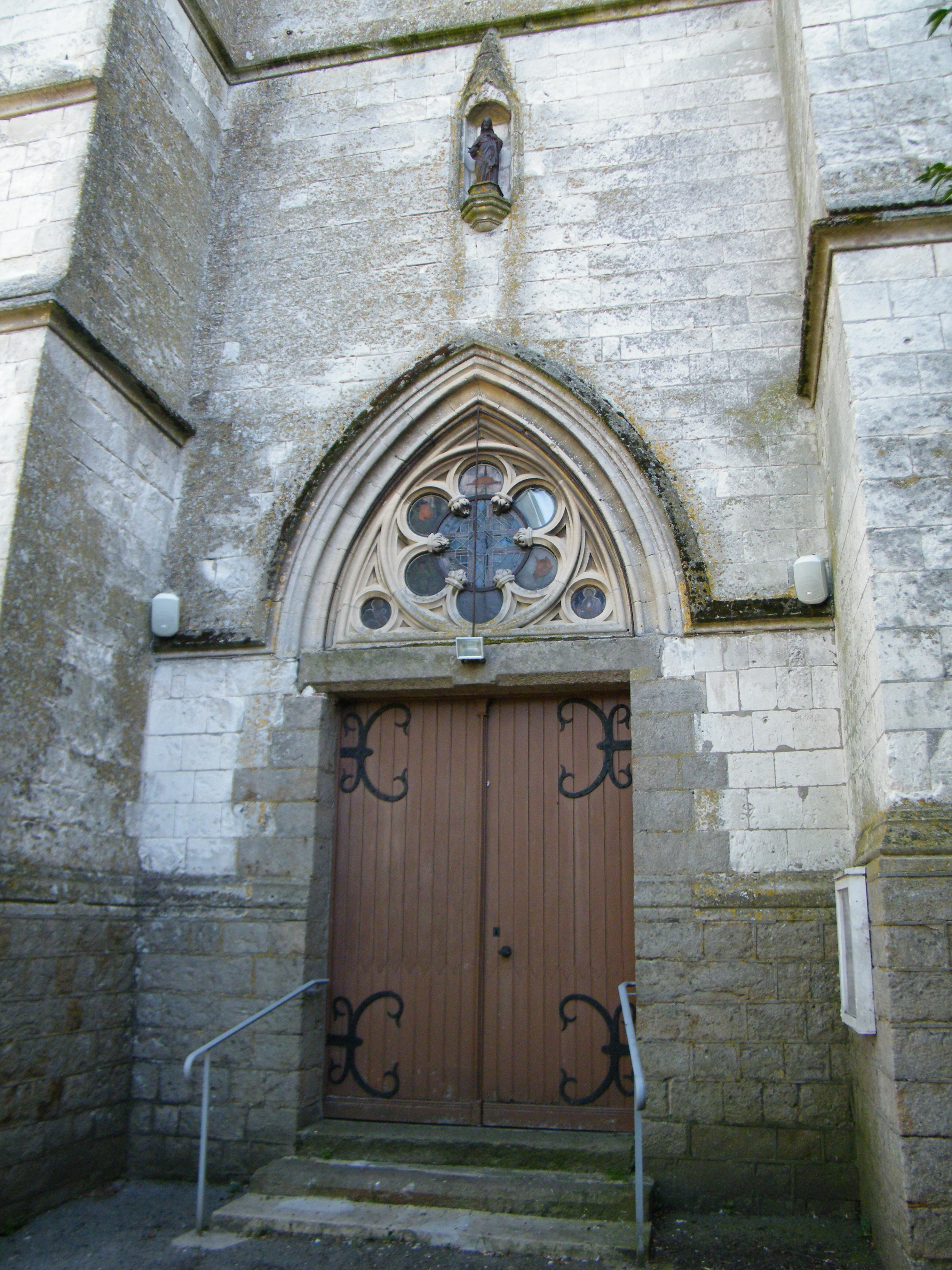
L'ogive de 1890, au-dessus du grand portail.